# Dendrochilum longifolium
Dendrochilum longifolium é uma espécie de orquídea (Orchidaceae) do Sudeste Asiático.